# Cratere Comrie
Comrie è un cratere lunare di 59,25 km situato nella parte nord-orientale della faccia nascosta della Luna, tra i crateri Ohm, a sud-sud-est, Shternberg a sud-ovest e Parenago a nord-est.
Comrie è l'elemento centrale di una catena di tre crateri collegati. Un cratere leggermente minore si trova a nord, ed i due hanno parte del bordo in comune. A sud vi è una formazione maggiore, ed il margine comune è così consumato da essere difficilmente riconosciuto. Il resto del bordo è eroso e consunto.
All'interno si distinguono tre piccoli crateri, il maggiore vicino al bordo nordorientale, il secondo a sud-ovest del punto centrale, ed il minore lungo i resti del bordo sudorientale. Vi è una bassa cresta vicino al centro di Comrie. La porzione est del pianoro centrale è irregolare e comprende pochi impatti minori. Porzioni della raggiera del cratere Ohm sono discernibili sul pianoro centrale, soprattutto nella metà occidentale.
Il cratere è dedicato all'astronomo neozelandese Leslie John Comrie.

## Crateri correlati
Alcuni crateri minori situati in prossimità di Comrie sono convenzionalmente identificati, sulle mappe lunari, attraverso una lettera associata al nome.
| Comrie | Coordinate             | Diametro (in km) |
| ------ | ---------------------- | ---------------- |
| K      | 21°55′12″N 112°34′12″W | 70,6             |
| T      | 23°03′00″N 115°39′36″W | 42,45            |
| V      | 24°34′48″N 116°09′36″W | 28,49            |